# Saint-Germain-sur-Moine
Saint-Germain-sur-Moine korábbi község Franciaország Loire mente régiójában, Maine-et-Loire megyében. 2015. december 15-én kilenc másik korábbi községgel egyesült és Sèvremoine új község része lett.
Lakosainak száma 2970 fő (2018. január 1.). Saint-Germain-sur-Moine Gesté, Gétigné, Montfaucon-Montigné, La Renaudière, Roussay, Saint-Crespin-sur-Moine és Tillières községekkel határos.

## Népesség
A település népessége az elmúlt években az alábbi módon változott:
| Lakosok száma | 1666 | 1807 | 2345 | 2505 | 2472 | 2754 | 2806 | 2928 | 3001 | 2970 |
|               | 1962 | 1968 | 1982 | 1990 | 1999 | 2008 | 2011 | 2013 | 2017 | 2018 |